# Le Vaisseau d'or portugais
Le Vaisseau d'or portugais (Het Portugese Goudschip) est le quatorzième tome de la série de bande dessinée néerlandaise Franka créé par l'auteur Henk Kuijpers pour l'hebdomadaire néerlandais Sjors en Sjimmie Stripblad no 12 en 1996 avant de l'éditer en album cartonné par l'éditeur Big Balloon dans la même année.
En France, il est publié en album cartonné par BD Must en janvier 2010, en tirage limité à 750 exemplaires accompagné d'un ex-libris numéroté et signé par l'auteur.

## Résumé

### Personnages
- Franka
- Rix, voleur professionnel se faisant appeler Monsieur White, un athlétique play-boy dont Franka tombe amoureuse.
- Su Win alias Madame Wings, pilote sans frontières birmano-chinoise, trafiquante professionnelle.
- Erika Bentinckx, chef de la sécurité des grands musées, confie à Franka de rechercher Risque One autrement dit Rix.

### Lieux
- Lisbonne, Portugal

## Album
Aux Pays-Bas
- 14 Het Portugese Goudschip, Big Balloon, 1996
Scénario et dessin : Henk Kuijpers - Couleurs : Hanneke Bons - (ISBN 90-5425-079-8)

En France
- 7 Le Vaisseau d’or portugais, BD Must, 2010
Scénario et dessin : Henk Kuijpers - (ISBN 978-2-87535-000-8)